# Фетисов, Андрей Степанович
Андрей Степанович Фетисов (1904—1956) — советский териолог, заведующий кафедрой зоологии позвоночных (1937—1956) и декан биологического факультета Иркутского университета (1940—1942).

## Биография
Родился в крестьянской семье в селе Михеи Сапожковского уезда Рязанской губернии. Отец после окончания русско-японской войны стал путейным рабочим на станции Джалантунь Восточно-Китайской железной дороги. В 1908 году к нему переехала семья. В 1915 году Андрей закончил там начальную железнодорожную школу. В 1916—1918 годах учился в Сапожковском училище, а с 1918 года в высше-начальном училище при месте службы отца. Среднее образование удалось завершить только в 1923 году на рабфаке Иркутского университета. Окончив который, Фетисов поступил на естественное отделение педагогического факультета ИГУ. После окончания в 1928 году оставлен в аспирантуре на кафедре зоологии беспозвоночных.
В 1931 году окончил аспирантуру и опубликовал работу «Строение меха зайца-беляка Восточносибирского кряжа». В 1931—1934 годах работал ассистентом в Институте охотничьего промысла и пушно-мехового хозяйства в Иркутске. В 1934 году присвоено звание доцента квалификационной комиссией Наркомвнешторга СССР. В 1934—1936 годах исполнял обязанности доцента и заведующего кафедрой зоологии позвоночных зоотехнического отделения Иркутского сельскохозяйственного института.
В 1936 перешел на должность доцента кафедры зоологии позвоночных Иркутского государственного университета. Одновременно работал в Иркутском противочумном институте Восточной Сибири и Дальнего Востока. В 1937 защитил кандидатскую диссертацию. В 1940—1942 годах занимал должность декана биологического факультета ИГУ. Член редакционной коллегии «Известий Биолого-географического научно-исследовательского института при Иркутском государственном университете им. А. А. Жданова»
Профессор Иркутского университета.
В 1955 году в Зоологическом институте АН СССР в Ленинграде представил к защите на соискание докторской степени рукопись «Млекопитающие Селенгинской Даурии и юго-восточного побережья Байкала». Защита не состоялась из-за скоропостижной смерти А. С. Фетисова весной 1956 года.

## Научные труды
- Фетисов А. С. Строение меха зайца-беляка Восточносибирского кряжа. — Иркутск, ОГИЗ, Восточно-Сиб. отд-е, 1931. 20 стр.
- Фетисов А. С. Определитель грызунов Прибайкалья и Забайкалья. — Иркутск, Иркут. обл. изд-во, 1940. 42 стр.
- Фетисов А. С. Методика учёта грызунов в жилищах человека. — Иркутск, Иркут. обл. изд-во, 1943. 17 стр.
- Фетисов А. С. Крыса карако в Восточной Сибири. — Иркутск, Иркут. обл. изд-во, 1945. 32 стр.
- Фетисов А. С. Материалы по питанию соболей в Восточной Сибири. — Иркутск, Иркут. обл. изд-во, 1947. 16 стр.
- Фетисов А. С., Якубовская Г. В., Грызуны дельты р. Селенги. — Иркутск, Тип. «Советский боец», 1947. 14 стр.
- Фетисов А. С., Хрусцелевский В. П. 1948. Млекопитающие юго-восточного Забайкалья. Тр. Ирк. унив., сер. биол., т. 3, вып. 3. — Иркутск, Тип. «Советский боец», 16 стр.
- Фетисов А. С. Козуля в Восточной Сибири (Её биология и промысел). — Иркутск, 1953. 76 стр.

### Рекомендуемые источники
- За научные кадры. — 1956. — 31 марта (некролог).
- Известия Биолого-географического научно-исследовательского института. — Иркутск, 1971. — Т. 24.

## Комментарии
1. ↑  По другим, вероятно, ошибочным сведениям окончил Томский университет[3].
2. ↑  По другим сведениям защитил кандидатскую диссертацию в 1938 году[3]. Возможно, речь об утверждении ВАКом.